# Рибадору
Рибадору (порт. Ribadouro)  —  район (фрегезия) в Португалии,  входит в округ Порту. Является составной частью муниципалитета  Байан. По старому административному делению входил в провинцию Дору-Литорал. Входит в экономико-статистический  субрегион Тамега, который входит в Северный регион. Население составляет 410 человек на 2001 год. Занимает площадь 3,07 км².
Покровителем района считается Святой Антоний (порт. Santo António de Ribadouro). 